# Ad fructus uberes
Ne pas confondre avec la bulle « Ad Fructus Uberes » fulminée par le pape Martin IV le 13 décembre 1281.
Ad fructus uberes est une bulle pontificale fulminée par le pape Jean XXII le 10 juin 1317.

## Historique
La bulle pontificale Ad providam fulminée par le pape Clément V le 2 mai 1312 lors du Concile de Vienne. Elle donne aux Hospitaliers de l'ordre de Saint-Jean de Jérusalem les biens et terres de l'ordre du Temple alors aboli par la bulle Vox in excelso (La voix haute ...) du 22 mars 1312. 
Les biens de l'ordre du Temple situés sur les terres des rois de Castille, d'Aragon, de Portugal et de Majorque n'étaient pas concernés par cette bulle. Le pape en réservait le sort, et les mettait à l'abri d'une trop grande gourmandise des rois, de façon qu'il puisse en disposer plus tard.
Jacques II, roi d'Aragon, désirait que ces terres ne reviennent pas aux Hospitaliers, mais à l'ordre aragonais de Calatrava.
Après la mort du pape Clément V, le roi Jacques II a obtenu du pape Jean XXII de reconnaître l'existence de l'ordre de Montesa dans le royaume d'Aragon. Cet ordre hérite, par la même occasion, des biens de l'ordre du Temple dans cette région.